# Begovaja (metropolitana di San Pietroburgo)
La stazione Begovaja (Беговая) è una stazione della metropolitana di San Pietroburgo, capolinea settentrionale della linea Nevsko-Vasileostrovskaja.

## Storia
La stazione venne aperta il 26 maggio 2018, come parte del prolungamento dalla stazione Primorskaja della linea Nevsko-Vasileostrovskaja.